# La Revolución Social
La Revolución Social fue un periódico anarquista de Buenos Aires, dirigido y fundado en 1896 por Manuel Reguera, con la colaboración de Gregorio Inglán Lafarga.
Fue fundado el 14 de febrero de 1896, y se imprimieron 19 números hasta el 8 de abril con una tirada variable de entre 2000 y 5000 ejemplares. Surgió como una escisión del grupo redactor del periódico anarcocomunista individualista El Perseguido. Era de ideas anarcocomunistas, y defendía a los grupos de afinidad como la mejor forma de organización, en una línea más moderada que la de El Perseguido, y de fuerte crítica al individualismo de ese periódico. La Revolución Social tenía una actitud crítica a la participación de los anarquistas en el movimiento obrero y el sindicalismo.

## Periódicos homónimos
- Existió un periódico homónimo en Madrid entre 1881 y 1884.
- En Barcelona fundado por Fortunato Serantoni que se editó desde el 8 de septiembre de 1889 hasta el 20 de enero de 1890, de ideas anarcocomunistas, salieron solo siete números.
- En Sevilla entre 1884-1885, editado por el grupo clandestino Los Desheredados, cinco números.
- En Madrid, 1934 y 1937, editado en forma clandestina por la FL; dentro del grupo actuaban Pastor Sevilla, Iñigo, Falaschi, Florens y Ortega, entre otros.[3]
- En Palma de Mallorca, 1870-1871, sustituto de El Obrero, dirigido por Francismo Tomás; tres números.[3]